# Sonchus ustulatus
Espèce
Sonchus ustulatus est une plante à fleurs de la famille des Asteraceae endémique à l'île de Madère.

## Description
- Plante vivace pouvant atteindre 40 à 60 cm de haut.
- Les feuilles, longues de 20 à 30 cm sont fortement découpées et placées en rosette basale[1].

## Répartition
Sonchus ustulatus se rencontre sur les rochers côtiers de Madère.

## Sous espèces
- Sonchus ustulatus ssp. ustulatus, le lobe des feuilles est étroit et pointu.
- Sonchus ustulatus subsp. maderensis, le lobe des feuilles est arrondi.

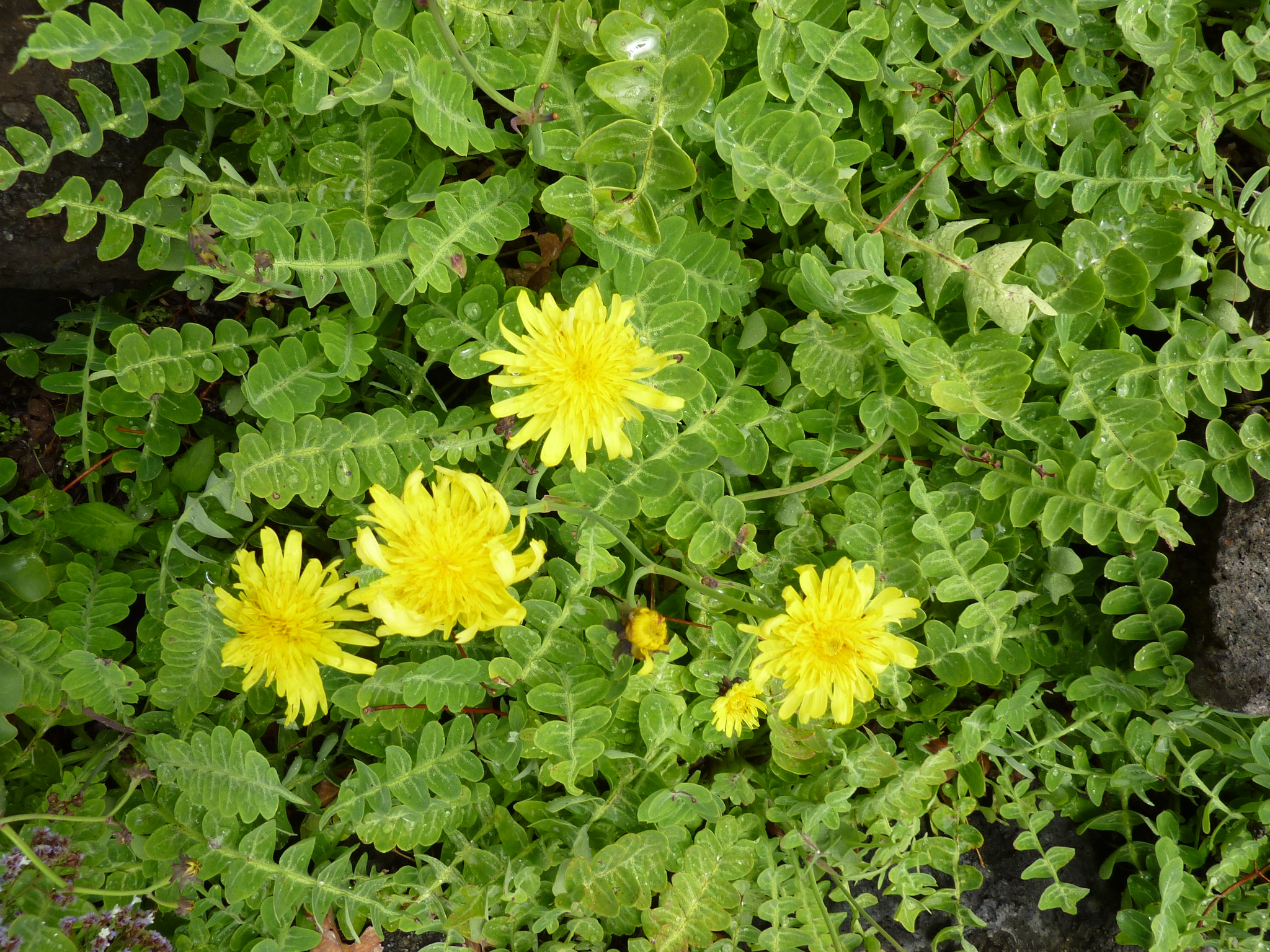
Sonchus ustulatus subsp. maderensis.